# Giải quần vợt Úc Mở rộng 2020 - Đôi xe lăn quad
Dylan Alcott và Heath Davidson đã bảo vệ thành công chức vô địch, sau khi đánh bại Andrew Lapthorne và David Wagner tại chung kết với tỷ số 6–4, 6–3.

## Sơ đồ

### Từ viết tắt
| - Q = Vòng loại - WC = Đặc cách - LL = Thua cuộc may mắn - Alt = Thay thế - SE = Miễn đặc biệt | - PR = Bảo toàn thứ hạng - w/o = Thắng nhờ đối thủ rút lui trước trận đấu - r = Bỏ cuộc giữa trận đấu - d = Bị xử thua - SR = Xếp hạng đặc biệt |

|  | Chung kết |                               |   |   |  |  |
|  |           |                               |   |   |  |  |
|  |           | Dylan Alcott Heath Davidson   | 6 | 6 |  |  |
|  |           | Dylan Alcott Heath Davidson   | 6 | 6 |  |  |
|  |           | Andrew Lapthorne David Wagner | 4 | 3 |  |  |